# Пюи-Сен-Венсан
Пюи́-Сен-Венса́н (фр. Puy-Saint-Vincent, окс. Puei Sant Vincent) — коммуна во Франции, находится в регионе Прованс — Альпы — Лазурный Берег. Департамент коммуны — Верхние Альпы. Входит в состав кантона Л’Аржантьер-ла-Бессе. Округ коммуны — Бриансон.
Код INSEE коммуны — 05110.

## Население
Население коммуны на 2008 год составляло 314 человек.
| 1962 | 1968 | 1975 | 1982 | 1990 | 1999 | 2008 |
| ---- | ---- | ---- | ---- | ---- | ---- | ---- |
| 92   | 117  | 171  | 298  | 235  | 267  | 314  |

## Экономика
В 2007 году среди 188 человек в трудоспособном возрасте (15—64 лет) 155 были экономически активными, 33 — неактивными (показатель активности — 82,4 %, в 1999 году было 78,2 %). Из 155 активных работали 148 человек (78 мужчин и 70 женщин), безработных было 7 (2 мужчин и 5 женщин). Среди 33 неактивных 6 человек были учениками или студентами, 14 — пенсионерами, 13 были неактивными по другим причинам.

## Достопримечательности
- Часовня Сен-Ромен (XII век). Построена на скалистом мысе с видом на долину.
- Часовня Сен-Венсан (XV век), исторический памятник.
- Церковь Св. Марии Магдалины (XVI век). Расположена на скалистом пригорке с видом на долину Вальлуиз.
- Часовня Сен-Рош (XVII век).
- Церковь Св. Марты (XIX век).

## Фотогалерея

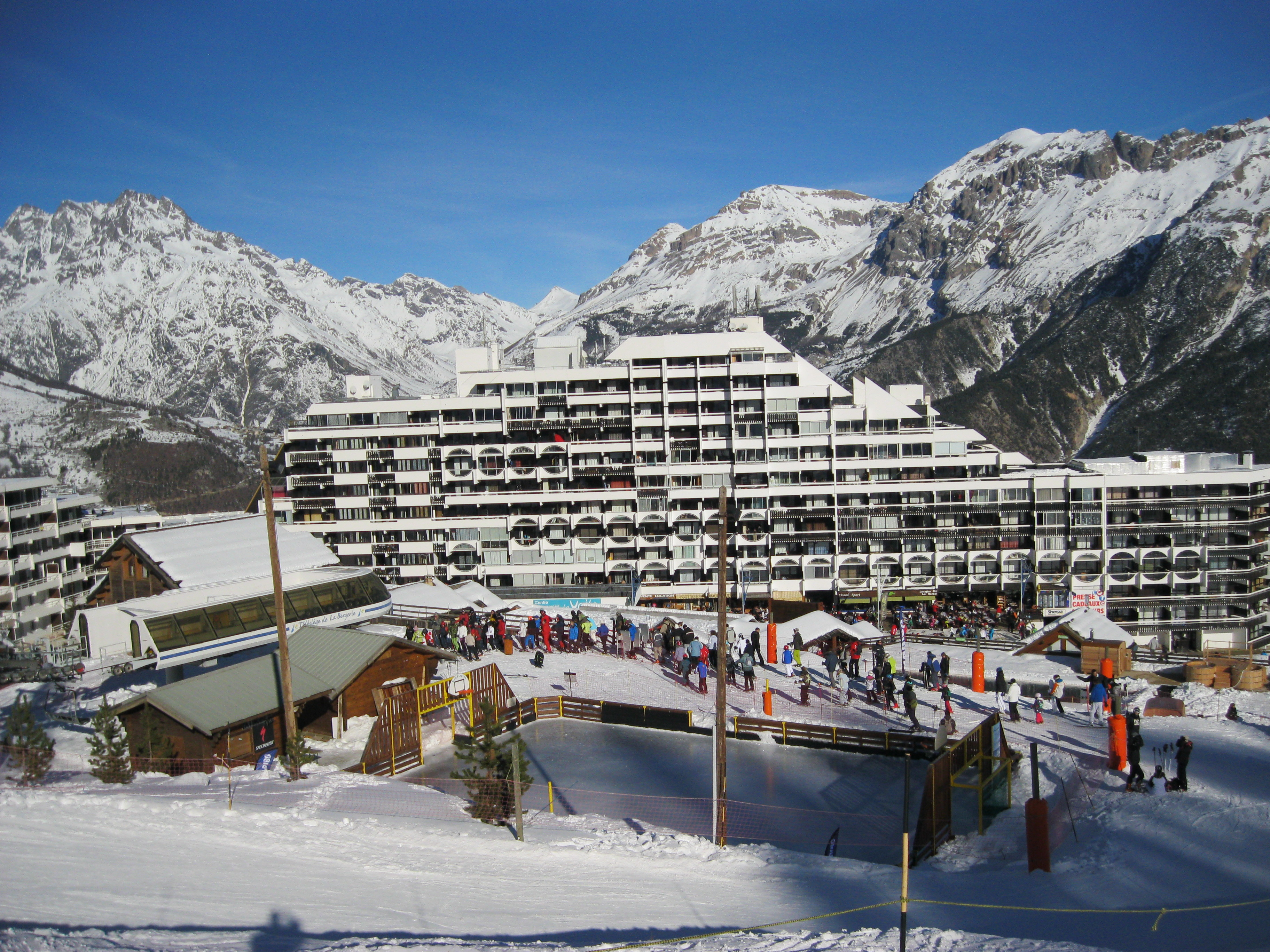
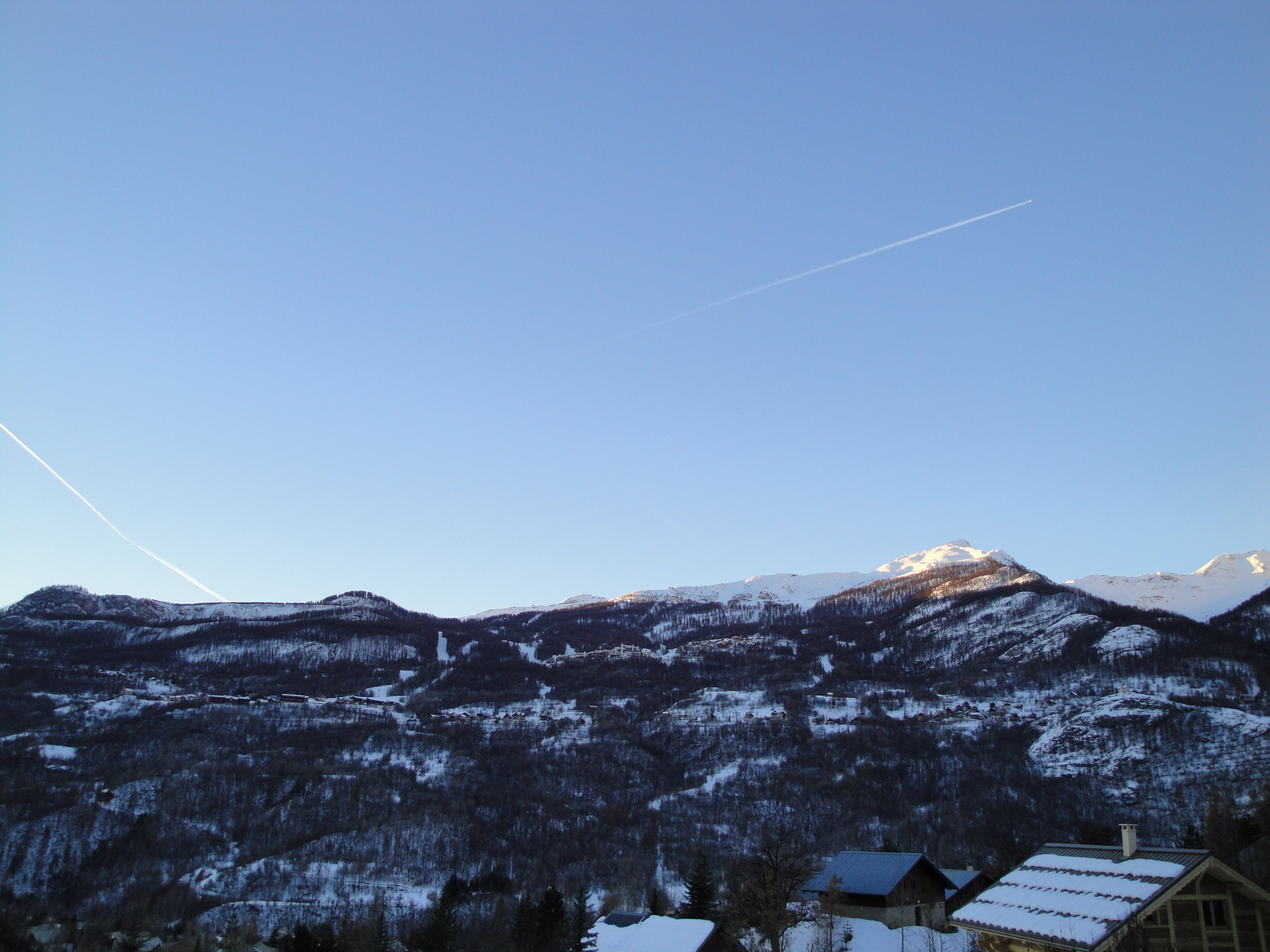
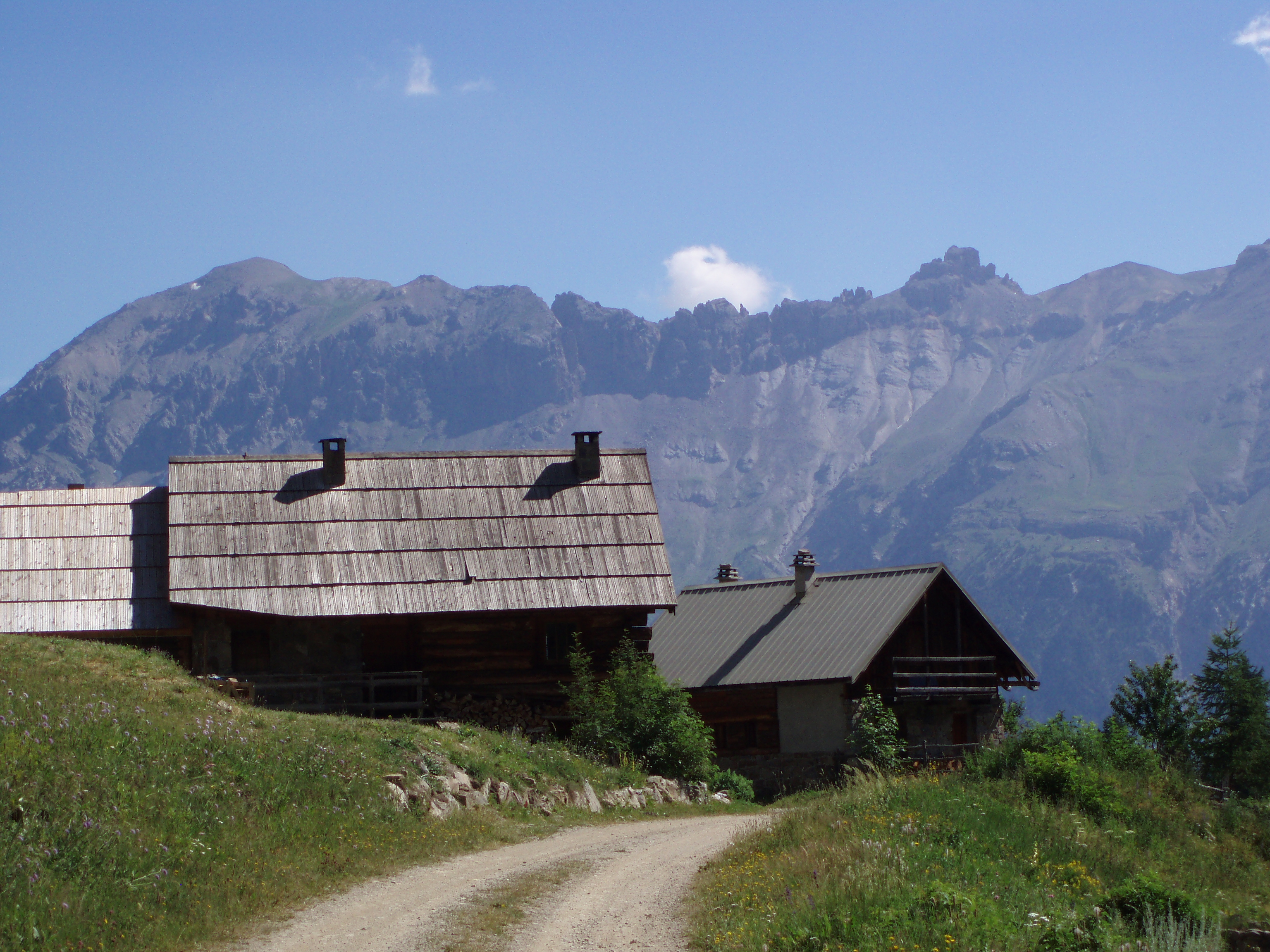
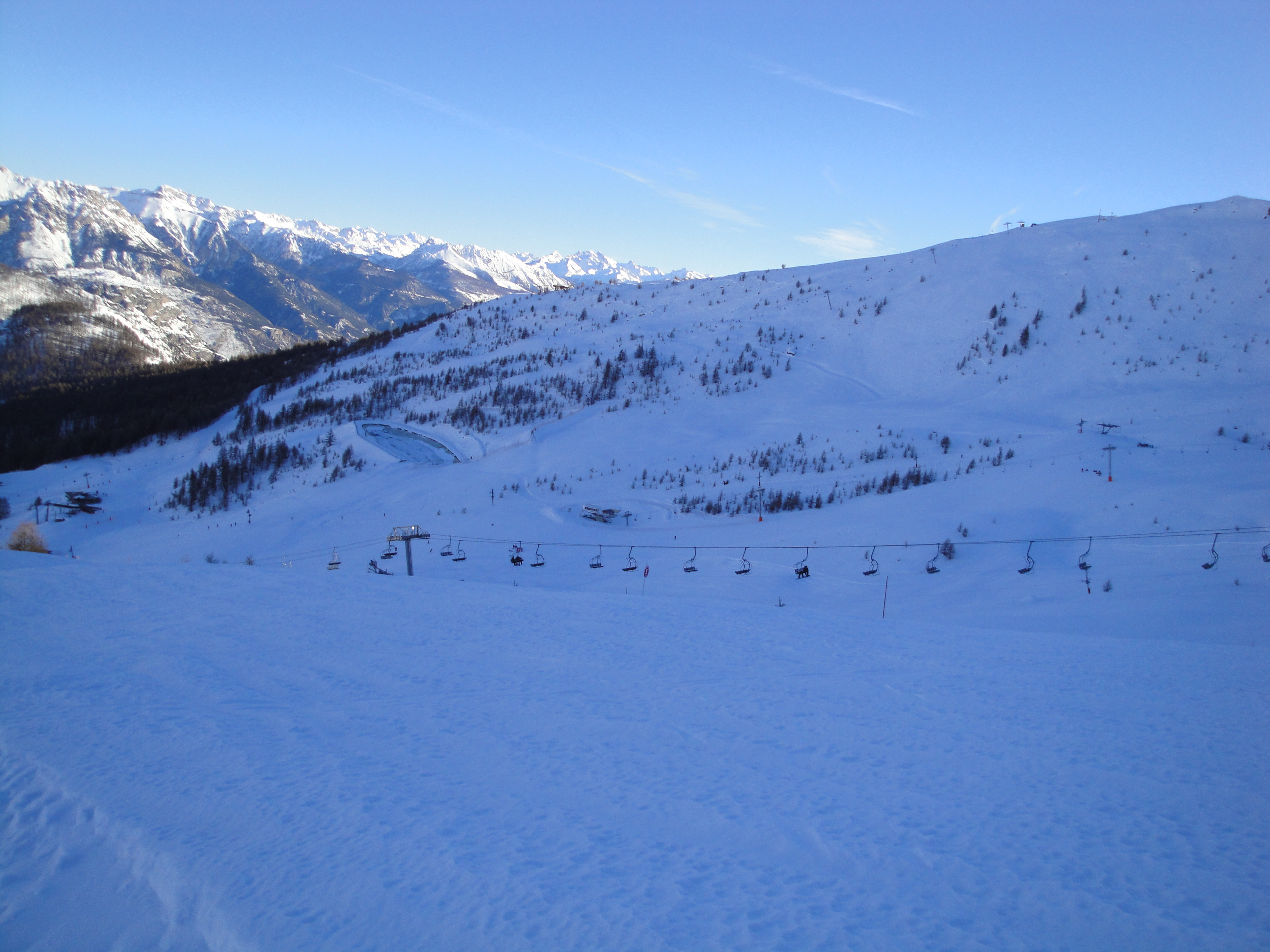